# Serghei Cleșcenco
Serghei Cleșcenco (Criuleni, 20 maggio 1972) è un allenatore di calcio ed ex calciatore moldavo, di ruolo attaccante, attuale CT della nazionale moldava.

## Carriera

### Club
Nella stagione 1997-1998 si laureò capocannoniere del campionato moldavo con la maglia dello Zimbru Chișinău.
Nel 1999 fu ingaggiato dal Maccabi Haifa. Nella sua prima stagione nel campionato israeliano fu uno degli esordienti stranieri capaci di segnare di più nella storia del torneo, totalizzando 22 gol ed eguagliando così il record del polacco Andrzej Kubica come miglior marcatore straniero stagionale del campionato d'Israele. Dopo un'altra stagione si trasferì all'Hapoel Tel Aviv, con cui raggiunse i quarti di finale di Coppa UEFA.
Terminò la carriera nel 2008 nel Metallurg-Kuzbass, squadra militante in Pervij divizion.

### Nazionale
Ha fatto parte della nazionale moldava, con cui ha segnato 11 gol. Debuttò in nazionale diciannovenne, il 22 luglio 1991, nella prima partita della storia della Moldavia giocata la Georgia, entrando a inizio ripresa al posto di Valeriu Căpăţână. La sua prima rete risale al 16 novembre 1994, nella gara contro la Bulgaria valida per le qualificazioni al campionato europeo di calcio 1996.

### Allenatore
È stato allenatore di Milsami Orhei e Zimbru Chișinău.

## Palmarès

### Giocatore

#### Club
- Campionati moldavi: 6

Zimbru Chișinău: 1992, 1992-1993, 1993-1994, 1994-1995, 1997-1998, 1998-1999
- Coppe di Moldavia: 2

Zimbru Chișinău: 1996-1997, 1997-1998
- Campionati israeliani: 1

Maccabi Haifa: 2000-2001
- Coppa Toto: 1

Hapoel Tel Aviv: 2001-2002

#### Individuale
- Calciatore moldavo dell'anno: 2

1994, 2000